# Allozercon audax
Allozercon audax is een mijtensoort uit de familie van de Heterozerconidae. De wetenschappelijke naam van de soort werd voor het eerst geldig gepubliceerd in 1910 door Berlese als Heterozercon audax.